# Jean-Philippe Loys de Chéseaux
Jean-Philippe Loys de Chéseaux, cunoscut și sub numele de Jean-Philippe de Chéseaux (n. 4 mai 1718, Lausanne, Berna, Confederația Veche a Elveției – d. 30 noiembrie 1751, Paris, Regatul Franței), a fost un astronom de reputație europeană.

## Biografie
Jean-Philippe Loys de Chéseaux s-a născut într-o familie nobilă care poseda domeniul de la Cheseaux, aproape de Lausanne, în Vaud (Elveția).
După ce a studiat sub îndrumarea bunicului său, din partea mamei, matematicianul și filosoful din Lausanne, Jean-Pierre de Crousaz, Jean-Philippe de Loys și-a instalat un observator la castelul său de la Cheseaux-sur-Lausanne în 1736. Acolo a realizat măsurători astronomice și trigonometrice, care i-au permis nu doar redesenarea hărții cantonului Vaud, ci și descoperirea unor comete și anticiparea traiectoriei acestora. În urma observațiilor, și-a publicat în 1744, la Marc-Michel Bousquet, Traité de la comète care a făcut senzație și l-a consacrat la vârsta de 26 de ani. În tratat descrie fenomene astronomice observate între decembrie 1743 și martie 1744. Această cometă, denumită Cometa de Chéseaux (C/1743 X1), se caracteriza prin cozi multiple și, fără îndoială, a fost cea mai frumoasă din secolul al XVIII-lea. Apoi a descoperit și alte comete, printre care C/1746 P1.
De atunci Jean Philippe Loys de Chéseau a fost considerat de semenii săi drept unul dintre cei mai mari oameni de știință ai timpului său: a devenit membru al academiilor din Paris, din Sankt Petersburg, din Stockholm, din Göttingen și din Londra. În 1746 a prezentat o listă de nebuloase, care cuprindea opt din descoperirile sale, la Academia Franceză de Științe.
Foarte solicitat de prietenii săi parizieni care doreau să beneficieze de descoperirile sale, Loys de Cheseaux s-a dus în capitala franceză unde a murit puțin timp după aceea, la 30 noiembrie 1751. Decesul său a suscitat o mare emoție nu doar la Lausanne, ci și în rândul comunității științifice. La câteva luni după moartea sa, Journal helvétique i-a consacrat un elogiu de aproape treizeci de pagini.
Loys de Cheseaux este unul dintre primii care au formulat versiunea modernă a paradoxului lui Olbers.
S-a interesat de cronologia biblică, intenționând să calculeze data exactă a Răstignirii lui Hristos, analizând observațiile astronomice din Cartea lui Daniel. Această lucrare a fost publicată postum în Mémoires posthumes de M. de Chéseaux (1754).

## Comete descoperite
De Cheseaux a descoperit câteva comete, între care:
- C/1743 X1 — cu Dirk Klinkenberg
- C/1746 P1

## Roiuri și nebuloase descoperite
| Numele obiectului | Anul descoperirii |
| ----------------- | ----------------- |
| M71               | 1745 sau 1746     |
| M25               | 1745              |
| M4                | 1746              |
| M16               | 1746              |
| M17               | 1746              |
| M35               | 1746              |

## Opere
- Traité de la Comète qui a paru en décembre 1743 & en janvier, février & mars 1744, Bousquet et Compagny, Lausanne et Genève, 1744 ; avec observations de Jacques Cassini.
- Essais de physique, 1743.
- Mémoires posthumes de monsieur Jean Philippe Loys de Cheseaux, 1754.
- Discours philosophique sur la physique et l'histoire naturelle, 1762.
- Remarques astronomiques sur le livre de Daniel, 1777.